# Megachile indigoferae
Megachile indigoferae là một loài Hymenoptera trong họ Megachilidae. Loài này được Mitchell mô tả khoa học năm 1930.